# Джонсон, Келдон
Ке́лдон Джо́нсон (англ. Keldon Johnson; род. 11 октября 1999 года в Честерфилде, штат Виргиния, США) — американский профессиональный баскетболист, выступающий в Национальной баскетбольной ассоциации за команду «Сан-Антонио Спёрс». Играет на позиции лёгкого форварда. На студенческом уровне выступал за команду Кентуккийского университета «Кентукки Уайлдкэтс». На драфте НБА 2019 года он был выбран в первом раунде под двадцать девятым номером командой «Сан-Антонио Спёрс».

## Карьера в колледже
По итогам первого курса Джонсон набирал в среднем 13,5 очков, 5,9 подборов и 1,6 передач за 30,7 минут за игру, попадая 38,1% трёхочковых бросков.
10 апреля 2019 года Джонсон выставил свою кандидатуру на драфт НБА 2019 года.

## Профессиональная карьера

### Сан-Антонио Спёрс (2019—настоящее время)
Джонсон был выбран под 29-м номером на драфте НБА 2019 года командой «Сан-Антонио Спёрс». 1 июля 2019 года подписал контракт новичка с Сан-Антонио на 4 года. 22 ноября дебютировал в НБА, выйдя со скамейки запасных и сыграв 2 минуты в матче против клуба «Филадельфия Севенти Сиксерс», завершившимся поражением Сан-Антонио со счётом 104—115. 4 января 2020 года Джонсон набрал свои первые 2 очка в НБА во втором матче в карьере, где Сан-Антонио проиграл «Милуоки Бакс» со счётом 118—127. 6 марта он набрал 13 очков, ставших личным рекордом результативности, а также собрал 5 подборов в матче с «Бруклин Нетс», завершившимся поражением со счётом 120—139. После возобновления сезона НБА Джонсон стал постоянным участником ротации «Спёрс», сыграв во всех матчах в «пузыре». 11 августа Джонсон обновил свой рекорд по очкам, набрав 24, и добавил к ним 11 подборов, совершив свой первый дабл-дабл в НБА, в победе над «Хьюстон Рокетс» со счётом 105—123. 13 августа он впервые вышел в стартовом составе и снова набрал 24 очка в матче против клуба «Юта Джаз», завершившимся поражением Сан-Антонио со счётом 112—118.
Во втором сезоне в НБА Джонсон стал игроком стартового состава Сан-Антонио. 1 января 2021 года он обновил личный рекорд результативности, набрав 26 очков и 10 подборов в матче с «Лос-Анджелес Лейкерс», завершившимся поражением Сан-Антонио со счётом 103—109. 14 января Джонсон побил личный рекорд результативности, набрав 29 очков, и добавил 6 подборов и 2 передачи в игре против «Хьюстон Рокетс», завершившейся поражением Сан-Антонио со счётом 105—109.
18 июля 2022 года Джонсон подписал со «Сперс» четырехлетний контракт на сумму 80 миллионов долларов.
17 января 2023 года Джонсон набрал 36 очков, 11 подборов и 1 передачу в победе над «Бруклин Нетс» со счетом 106:98. 
31 октября 2023 года Джонсон набрал 27 очков, а также совершил ключевой перехват у Кевина Дюранта, который привел к победе над «Финикс Санз» со счетом 115:114.

## Выступления за национальную сборную
Джонсон был членом сборной США и тренировался с олимпийской командой США 2020 года. 16 июля 2021 года Джонсон и центровой Джавейл Макги были включены в итоговый олимпийский состав вместо травмированного Кевина Лава и Брэдли Била, который был отстранен от поездки в Токио по медицинским показаниям и в целях безопасности.

## Статистика

### Статистика в НБА
| Сезон                                                                                    | Команда     | Регулярный сезон | Регулярный сезон | Регулярный сезон | Регулярный сезон | Регулярный сезон | Регулярный сезон | Регулярный сезон | Регулярный сезон | Регулярный сезон | Регулярный сезон | Регулярный сезон | Серия плей-офф | Серия плей-офф | Серия плей-офф | Серия плей-офф | Серия плей-офф | Серия плей-офф | Серия плей-офф | Серия плей-офф | Серия плей-офф | Серия плей-офф | Серия плей-офф |
| Сезон                                                                                    | Команда     | GP               | GS               | MPG              | FG%              | 3P%              | FT%              | RPG              | APG              | SPG              | BPG              | PPG              | GP             | GS             | MPG            | FG%            | 3P%            | FT%            | RPG            | APG            | SPG            | BPG            | PPG            |
| ---------------------------------------------------------------------------------------- | ----------- | ---------------- | ---------------- | ---------------- | ---------------- | ---------------- | ---------------- | ---------------- | ---------------- | ---------------- | ---------------- | ---------------- | -------------- | -------------- | -------------- | -------------- | -------------- | -------------- | -------------- | -------------- | -------------- | -------------- | -------------- |
| 2019/20                                                                                  | Сан-Антонио | 17               | 1                | 17,7             | 59,6             | 59,1             | 79,5             | 3,4              | 0,9              | 0,8              | 0,1              | 9,1              | Не участвовал  | Не участвовал  | Не участвовал  | Не участвовал  | Не участвовал  | Не участвовал  | Не участвовал  | Не участвовал  | Не участвовал  | Не участвовал  | Не участвовал  |
| 2020/21                                                                                  | Сан-Антонио | 69               | 67               | 28,5             | 47,9             | 33,1             | 74,0             | 6,0              | 1,8              | 0,6              | 0,3              | 12,8             | Не участвовал  | Не участвовал  | Не участвовал  | Не участвовал  | Не участвовал  | Не участвовал  | Не участвовал  | Не участвовал  | Не участвовал  | Не участвовал  | Не участвовал  |
| 2021/22                                                                                  | Сан-Антонио | 75               | 74               | 31,9             | 46,6             | 39,8             | 75,6             | 6,1              | 2,1              | 0,8              | 0,2              | 17,0             | Не участвовал  | Не участвовал  | Не участвовал  | Не участвовал  | Не участвовал  | Не участвовал  | Не участвовал  | Не участвовал  | Не участвовал  | Не участвовал  | Не участвовал  |
| 2022/23                                                                                  | Сан-Антонио | 63               | 63               | 32,7             | 45,2             | 32,9             | 74,9             | 5,0              | 2,9              | 0,7              | 0,2              | 22,0             | Не участвовал  | Не участвовал  | Не участвовал  | Не участвовал  | Не участвовал  | Не участвовал  | Не участвовал  | Не участвовал  | Не участвовал  | Не участвовал  | Не участвовал  |
| 2023/24                                                                                  | Сан-Антонио | 69               | 27               | 29,5             | 45,4             | 34,6             | 79,2             | 5,5              | 2,8              | 0,7              | 0,3              | 15,7             | Не участвовал  | Не участвовал  | Не участвовал  | Не участвовал  | Не участвовал  | Не участвовал  | Не участвовал  | Не участвовал  | Не участвовал  | Не участвовал  | Не участвовал  |
| 2024/25                                                                                  | Сан-Антонио | 77               | 0                | 23,9             | 48,2             | 31,8             | 77,3             | 4,8              | 1,6              | 0,6              | 0,3              | 12,7             | Не участвовал  | Не участвовал  | Не участвовал  | Не участвовал  | Не участвовал  | Не участвовал  | Не участвовал  | Не участвовал  | Не участвовал  | Не участвовал  | Не участвовал  |
|                                                                                          | Всего       | 370              | 232              | 28,6             | 46,7             | 35,2             | 76,2             | 5,4              | 2,2              | 0,7              | 0,3              | 15,6             | Не участвовал  | Не участвовал  | Не участвовал  | Не участвовал  | Не участвовал  | Не участвовал  | Не участвовал  | Не участвовал  | Не участвовал  | Не участвовал  | Не участвовал  |
| Наведите курсор мыши на аббревиатуры в заголовке таблицы, чтобы прочесть их расшифровку. |             |                  |                  |                  |                  |                  |                  |                  |                  |                  |                  |                  |                |                |                |                |                |                |                |                |                |                |                |

### Статистика в Джи-Лиге
| Сезон                                                                                    | Команда     | Регулярный сезон | Регулярный сезон | Регулярный сезон | Регулярный сезон | Регулярный сезон | Регулярный сезон | Регулярный сезон | Регулярный сезон | Регулярный сезон | Регулярный сезон | Регулярный сезон | Серия плей-офф | Серия плей-офф | Серия плей-офф | Серия плей-офф | Серия плей-офф | Серия плей-офф | Серия плей-офф | Серия плей-офф | Серия плей-офф | Серия плей-офф | Серия плей-офф |
| Сезон                                                                                    | Команда     | GP               | GS               | MPG              | FG%              | 3P%              | FT%              | RPG              | APG              | SPG              | BPG              | PPG              | GP             | GS             | MPG            | FG%            | 3P%            | FT%            | RPG            | APG            | SPG            | BPG            | PPG            |
| ---------------------------------------------------------------------------------------- | ----------- | ---------------- | ---------------- | ---------------- | ---------------- | ---------------- | ---------------- | ---------------- | ---------------- | ---------------- | ---------------- | ---------------- | -------------- | -------------- | -------------- | -------------- | -------------- | -------------- | -------------- | -------------- | -------------- | -------------- | -------------- |
| 2019/20                                                                                  | Остин Спёрс | 31               | 30               | 30,1             | 53,2             | 23,7             | 75,7             | 5,8              | 2,1              | 1,0              | 0,5              | 20,3             | Не участвовал  | Не участвовал  | Не участвовал  | Не участвовал  | Не участвовал  | Не участвовал  | Не участвовал  | Не участвовал  | Не участвовал  | Не участвовал  | Не участвовал  |
|                                                                                          | Всего       | 31               | 30               | 30,1             | 53,2             | 23,7             | 75,7             | 5,8              | 2,1              | 1,0              | 0,5              | 20,3             | Не участвовал  | Не участвовал  | Не участвовал  | Не участвовал  | Не участвовал  | Не участвовал  | Не участвовал  | Не участвовал  | Не участвовал  | Не участвовал  | Не участвовал  |
| Наведите курсор мыши на аббревиатуры в заголовке таблицы, чтобы прочесть их расшифровку. |             |                  |                  |                  |                  |                  |                  |                  |                  |                  |                  |                  |                |                |                |                |                |                |                |                |                |                |                |

### Статистика в NCAA
| Сезон | Команда  | Conf  | Class | GP | GS | MPG  | FG%  | 3P%  | FT%  | RPG | APG | SPG | BPG | PPG  |
| --- | -------- | ----- | ----- | -- | -- | ---- | ---- | ---- | ---- | --- | --- | --- | --- | ---- |
| 2018/19 | Кентукки | SEC   | FR    | 37 | 36 | 30,7 | 46,1 | 38,1 | 70,3 | 5,9 | 1,6 | 0,8 | 0,2 | 13,5 |
| Всего | Всего    | Всего | Всего | 37 | 36 | 30,7 | 46,1 | 38,1 | 70,3 | 5,9 | 1,6 | 0,8 | 0,2 | 13,5 |
| Наведите курсор мыши на аббревиатуры в заголовке таблицы, чтобы прочесть их расшифровку Статистика приведена с сайта sports-reference.com |          |       |       |    |    |      |      |      |      |     |     |     |     |      |